# Природа Средиземья
«Природа Средиземья» (англ. The Nature of Middle-earth) — произведение английского писателя Джона Рональда Руэла Толкина, выпущенное под редакцией Карла Ф. Хостеттера в виде компиляции различных статей и эссе на тему вымышленного мира Средиземья.

## История публикации
Издательства HarperCollins и Mariner Books выпустили книгу в июне 2021 года. В книге содержатся эссе и фрагменты незаконченных историй авторства Джона Рональда Руэла Толкина об истории и природе вымышленного мира Средиземья, которые скомпилировал и отредактировал для печати известный исследователь творчества Толкина Карл Ф. Хостеттер (англ. Carl F. Hostetter).
Редактор Карл Ф. Хостеттер в интервью до публикации книги сообщил, что он «начал работу по тому, что потом станет “Природой Средиземья” почти 25 лет назад, получив пачку фотокопий от Кристофера Толкина, ссылавшихся на них как на “поздние филологические эссе”».

## Содержание
Книга состоит из трёх частей с приложениями. Часть первая, «Время и старение» (англ. Time and Ageing), состоит из 23 глав, включая статьи о Валианских годах (англ. Valian Year), посвящённые вопросам временных шкал и эльфийского летоисчисления. Часть вторая, «Тело, разум и дух» (англ. Body, Mind, and Spirit) состоит из 17 глав и включает эссе по вопросам красоты, добра, пола, наличия бороды у разных рас, судьбы и свободной воли, реинкарнации зла, смерти, знаний Валар и того, какие видимые формы они и Майар могут принимать. Часть третья, «Мир, его земли и обитатели» (англ. The World, its Lands, and its Inhabitants), состоит из 22 глав по таким темам, как: тьма и свет, как изготавливался эльфийский хлеб лембас, потребление грибов, Галадриэль и Келеборн. В приложениях рассмотрены метафизические и теологические темы, а также словарь терминов на языке квенья.

## Отзывы
Шон Ганнер из «Общества Толкина» (англ. The Tolkien Society) назвал книгу «неофициальным тринадцатым томом «Истории Средиземья».
Историк Брэдли Берзер (англ. Bradley J. Birzer) написал в колонке для National Review: «новый том подтверждает, что Толкин был величайшим мифотворцем XX века, и что его мифология будет — если в мире есть справедливость — когда-то цениться наряду с произведениями Гомера, Вергилия и Данте». Так как «Гомер дал нам глубокое понимание греческого мира, Вергилий — мира римского, Данте — мира Средневековья, Толкин даровал нам великие соображения о современном мире». По его мнению, «всё что написал Толкин, имеет [большое] значение».